# Cova dels Cavalls

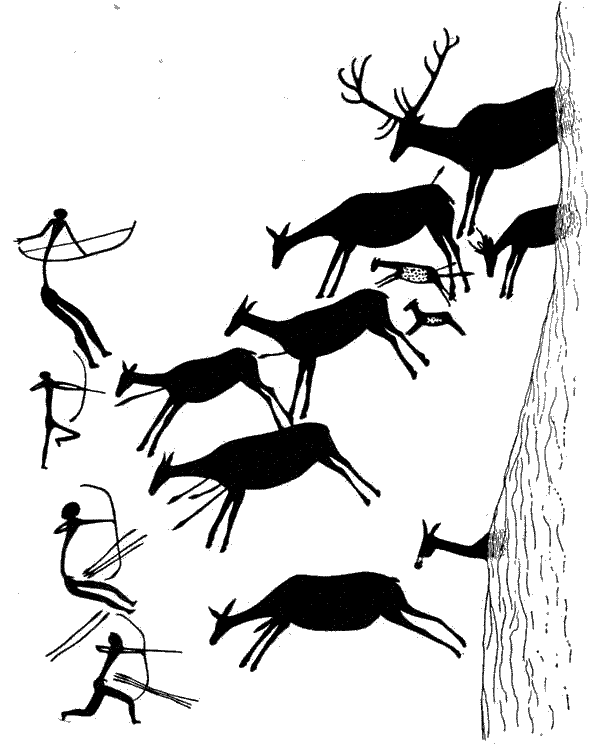
Dibuix esquemàtic de la Cacera de cérvols de la cova dels Cavalls (Tírig, Alt Maestrat), delineat per Hugo Obermaier

La cova dels Cavalls és una cova prehistòrica amb pintures rupestres situada al barranc de la Valltorta, al municipi de Tírig (Alt Maestrat, País Valencià). La descobrí al 1917 Albert Roda, i aquest mateix any l'estudiaren Hugo Obermaier i Paul Wernert. La declararen Monument historicoartístic el 1924. i Patrimoni de la Humanitat el 1998.

## Descripció
És una gran cova d'abric situada a la Roca de les Estàbigues, al marge esquerre del barranc de la Valltorta, dins del terme de Tírig i a uns 500 msnm. La principal escena pintada a la roca, una de les més divulgades de l'art plàstic de l'arc mediterrani de la península Ibèrica, es coneix com la Cacera de cérvols: una bandada de nou cérvols, quasi totes cérvoles i cries, en intentar escapar d'uns batedors s'acosten a quatre arquers que els disparen i en fereixen a algunes. Moltes de les pintures foren destruïdes en la dècada de 1920, i només se'n salvà un sol arquer, dipositat a la Casa Museu Duran i Sanpere de Cervera (Lleida).
L'any 1917, quan es va produir el seu descobriment, existien a l'abric 57 figures en estat de conservació desigual. En anys posteriors l'abric va patir els efectes del vandalisme, amb l'arrancada i destrucció de nombroses figures. El 1994 van fer una campanya de restauració i documentació. El 1998, una nova campanya de restauració permeté millorar l'estat de conservació de la cova, que s'havia deteriorat perillosament.